# 萬羽敏郎
萬羽敏郎（まんば としろう）ヨコハマまちづくり本舗青葉主催。萬羽設計室主宰。比較住宅政策研究会。まちづくり活動家、都市設計家、建築家。
もとは横浜市や住宅都市整備公団時代の都市再生機構などの委託研究に長く携わる。スカイテラス南山市民プラン作成のアドバイザーもつとめる。
1980年代から横浜市で里山保全の活動に携わる。稲城市の「介護のまちづくり特区」を参考にして同市東長沼周辺を調査し「農縁住宅」という案を生み出す。これをもとにした懸賞論文「農縁住宅のすすめ」で2004年（平成16年）建築研究所懸賞論文「幸せを育む住まいと建てもの」優秀賞受賞。
稲城市ではその他、坂浜平尾地域などのまちづくりの取り組みにおいて多数調査研究し提言している。
読売新聞社「緑の都市賞」のほか、財団法人2001年日本委員会 21世紀への提言 第18回懸賞論文優秀賞、第19回日本建築家協会東海支部建築設計競技銅賞、「We弘明寺」で第2回福祉建築アイデアコンペ（1999年）優秀賞などを受賞している。

## 著作
- 優秀作品 コモンズがつくる「新しい公共」 (地方自治推進に関する「私の提案」) 群馬自治研究 群馬自治総合研究センター、2008年
- 調査季報　横浜市都市経営局政策課　第82号 1984 特集　緑保存の方策　特集6　緑保存の方策　市民の緑保存の活動②なぜ赤田か
- まちづくりを私たちの手で　脱クルマ21 2号　特集　分けよう人とクルマを〈歩車分離〉をめざして 脱クルマ・フォーラム編集 ISBN 4-916112-03-2